# Stephanus Jacobus du Toit
Stephanus Jacobus du Toit (ur. 1847, zm. 1911) – burski pisarz, teolog, dziennikarz i polityk, duchowny protestancki.
Był jednym z inicjatorów kampanii na rzecz afrikaans. W 1876 założył pismo Die Afrikaanse Patriot, jako pierwsze ukazujące się w całości w tym języku. Wspierał również rozwój nacjonalizmu afrykanerskiego - współtworzył Stowarzyszenie Prawdziwych Afrykanerów (1875), przekształcone następnie w Związek Afrykanerów. Posłował do parlamentu Kolonii Przylądkowej.
Opublikował między innymi historię Afryki Południowej (1877).